# Potomètre

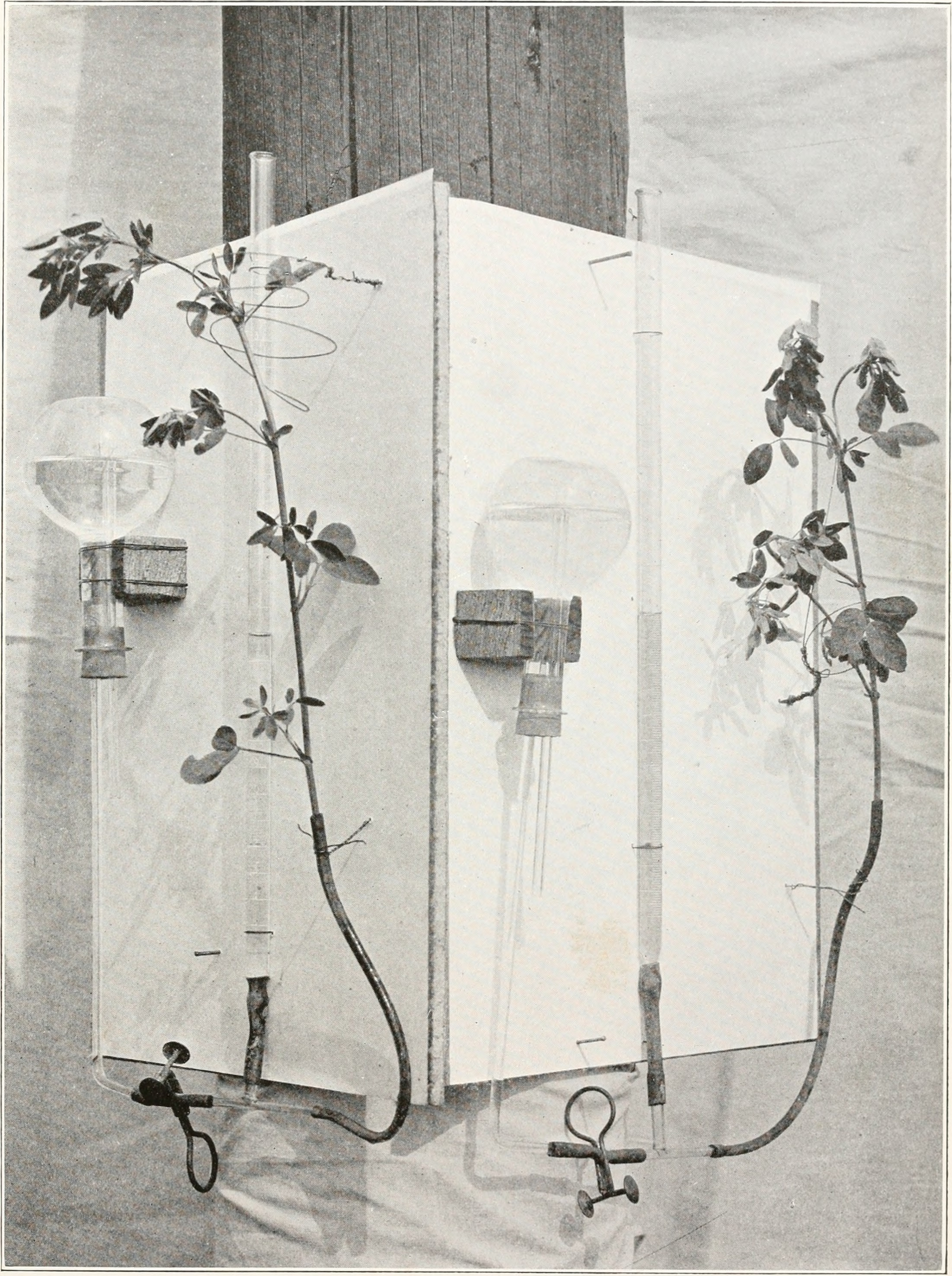
Potomètre utilisé pour des expériences sur les Stomates

Le potomètre (du grec ποτό = boire, et μέτρο = mesure), parfois appelé transpiromètre, est un appareil permettant de mesurer par unité de temps, la consommation d’eau d'une plante feuillue. Les causes de l'absorption d'eau sont la photosynthèse et l'évapotranspiration.